# اليابانيون في مصر
اليابانيون في مصر هم فئة صغيرة جداً من الشعب الياباني يقيمون في مصر،  ووفقاً لتقرير وزارة الشؤون الخارجية اليابانية لعام 2009 هناك حوالي 1051 ساكن ياباني في مصر.

## روابط خارجية
1. ↑  "Hopes rise for peace in Egypt." (Archive) جريدة يوميوري. February 13, 2011. Retrieved on January 2, 2014. نسخة محفوظة 02 يناير 2014 على موقع واي باك مشين.